# Épée de Nuada
 (signalé en juin 2025).
Si vous disposez d'ouvrages ou d'articles de référence ou si vous connaissez des sites web de qualité traitant du thème abordé ici, merci de compléter l'article en donnant les références utiles à sa vérifiabilité et en les liant à la section « Notes et références ».
- Archive Wikiwix
- Bing
- Cairn
- DuckDuckGo
- E. Universalis
- Gallica
- Google
- G. Books
- G. News
- G. Scholar
- Persée
- Qwant
- (zh) Baidu
- (ru) Yandex
- (wd) trouver des œuvres sur Wikidata

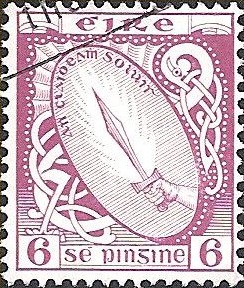
Timbre de 6 pennys (Irlande, 1922-1923) représentant l’épée de Nuada. Au dessus de l'épée est écrit « An Claiḋeaṁ Soluis » (« L'Épée de Lumière »).

L'épée de Nuada est l'arme du dieu celtique Nuada. Elle fait partie des cinq talismans apportés par les Tuatha Dé Danann en Irlande. D'après la légende, elle pouvait trancher le fer et l'acier, elle était infaillible et ses blessures étaient mortelles. Elle luisait en permanence d'une lueur blanche, ce qui lui valut le nom de Claíomh Solais (Épée de Lumière en gaélique écossais).
Elle était réputée si tranchante que les corps s'ouvraient spontanément en deux pour l'accueillir. Au moment de frapper l'ennemi, elle se transformait en arc-en-ciel. Elle est souvent identifiée avec Excalibur, l’épée magique ayant appartenu au roi Arthur.